# Martin Lamm

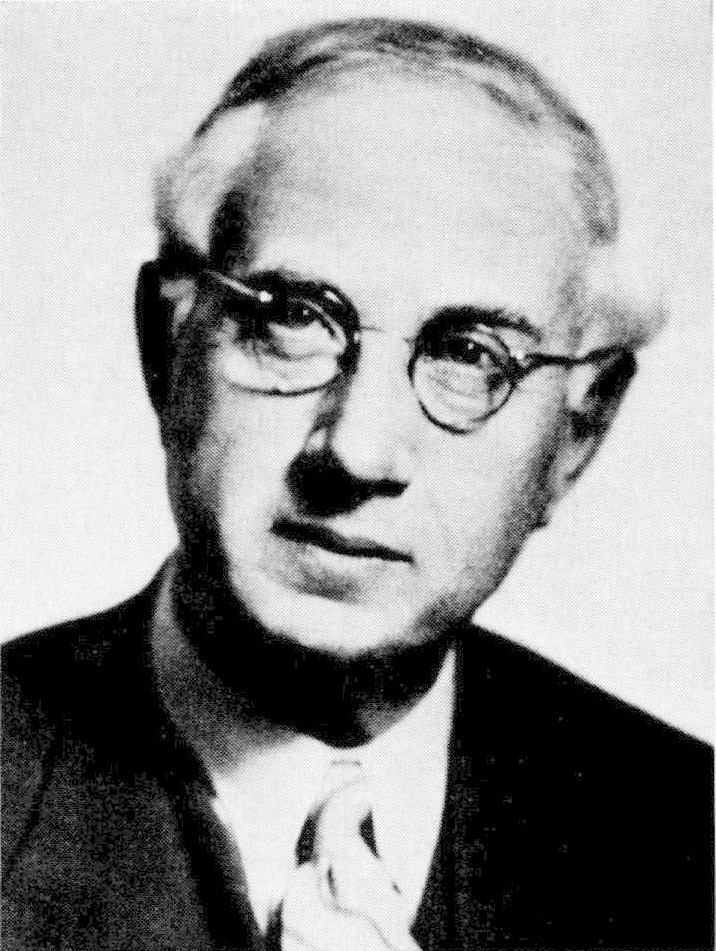
Martin Lamm

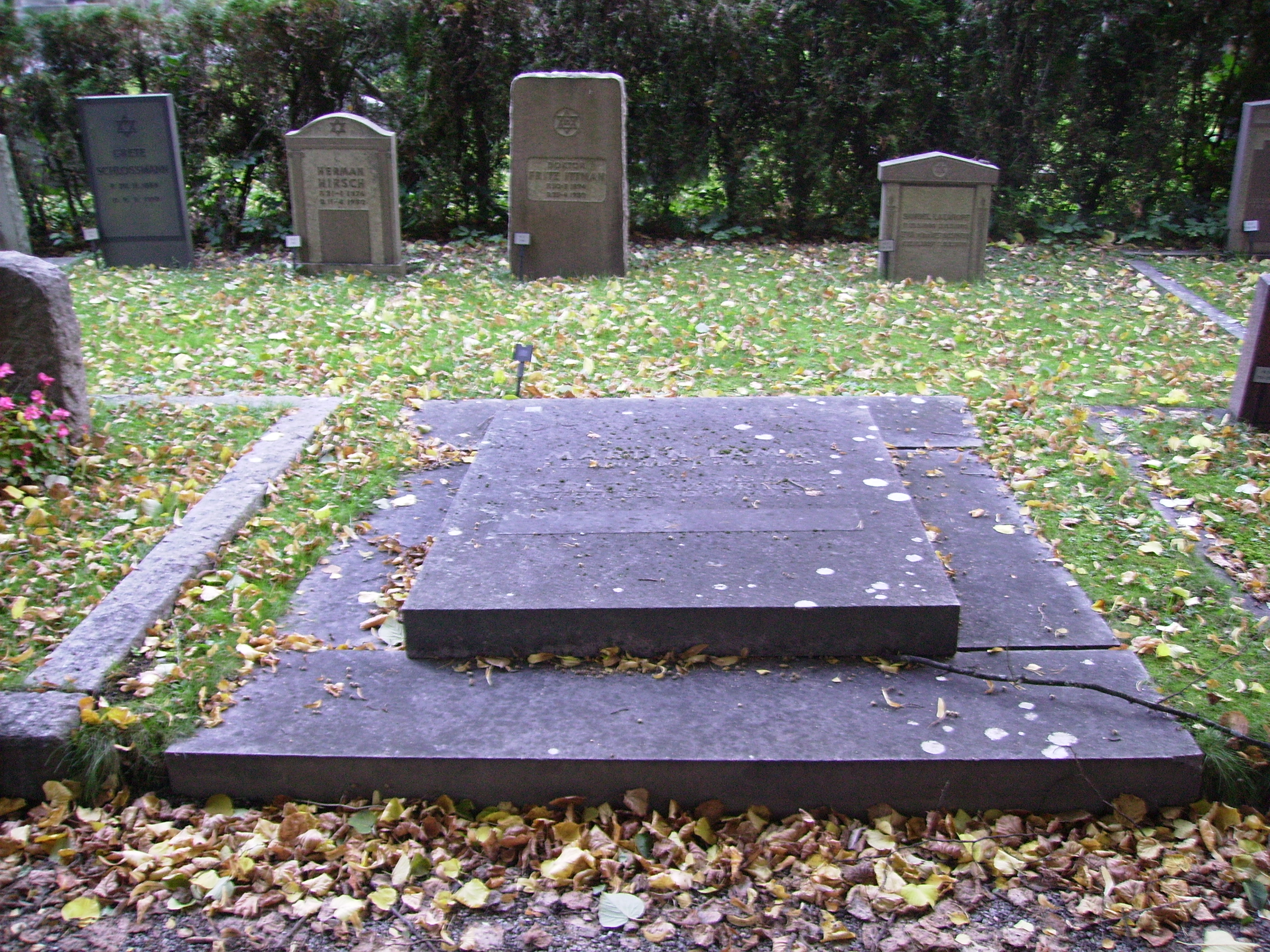
Graf in Solna

Martin Lamm (22 juni 1880, Stockholm - 5 mei 1950) was een Zweeds literatuurwetenschapper.
Martin Lamm was de zoon van zakenman Herman Lamm en Lisen Philipsson. Hij was hoogleraar in de  literatuurgeschiedenis aan de universiteit van Stockholm van 1919 tot 1945. Vanaf 1928 was hij lid van de Zweedse Academie, als opvolger van Claes Annerstedt op zetel 2. Hij schreef onder andere de bekende biografie over Emanuel Swedenborg.
Hij werkte in navolging van Henrik Schück met een historisch-comparatieve methode.